# Il giramondo
Il giramondo o i cavalieri in esilio (The Rover or The Banish'd Cavaliers) è una commedia teatrale di Aphra Behn portata al debutto a Londra nel 1677. La pièce viene ricordata come uno dei maggiori esempi del genere della Commedia della Restaurazione ed è ritenuto il capolavoro teatrale dell'autrice.

## Trama
Un gruppo di sostenitori di Carlo I trascorrono il loro esilio a Napoli per godersi il carnevale. Tra di loro vi è Willmore, un capitano di mare che ha girato il mondo e che si innamora di Hellena, una bella nobile spagnola. La giovane vuole sapere cosa si prova ad essere innamorati prima che il fratello Pedro la chiuda in convento. Hellena si innamora a sua volta di Willmore, ma trova una rivale nella cortigiana Angellica Bianca, anch'essa invaghitasi del marinaio. Intanto Florinda, la sorella maggiore di Hellena, tenta di far saltare il matrimonio con il miglior amico del fratello per sposarsi con il suo innamorato, il colonnello Belvile. Tra gli esuli inglesi vi è anche Blunt, un uomo ingenuo e vendicativo: dopo essere stato umiliato pubblicamente dalla prostituta Lucetta, che credeva innamorata di lui, decide di vendicarsi su tutte le donne tentando di violentare Florinda. Alla fine della commedia Belvile e Florinda si sposano e Willmore ottiene la mano di Hellena.

## Genesi

### Contesto storico
I protagonisti maschili della commedia sono dei realisti in esilio, una situazione comune a molti cavalier durante l'Interregno inglese. La stessa Behn era un'ardente sostenitrice di Carlo II e lavorò per lui come spia contro gli olandesi. Tuttavia, la donna non ricevette il compenso pattuito e iniziò a scrivere per mantenersi.

### Fonti
Il giramondo è un adattamento della commedia Thomaso, or The Wonderer di Thomas Killigrew (1664). 

### Il debutto
La commedia fu portata al debutto il 24 marzo 1677 al Dorset Garden Theatre di Londra con Elizabeth Barry nel ruolo di Hellena. Il giramondo si rivelò un tale successo di pubblico che quattro anni più tardi Behn scrisse un seguito. L'opera era molto amata anche all'interno della corte di Carlo II, che commissionò una rappresentazione privata.

## Critica
Il contemporaneo John Dryden commentò che la commedia non aveva la stessa "vitalità mascolina" della commedia di Killigrew, ma compensava con uno stile più raffinato.

In occasione della pubblicazione della prima traduzione italiana dell'opera Giorgio Manganelli scrisse:
(Giorgio Manganelli, Concupiscenza libraria)

## Edizioni italiane
- Il giramondo, traduzione e commento di Viola Papetti, Milano, Rizzoli, 1998. ISBN 9788817172066
- L'avventuriero, traduzione di Luca Scarlini, Cue Press, 2025. ISBN 9788855103855